# Die Linke (Buch)
Die Linke. Wohin verändert sie die Republik? ist der Titel eines 2007 beim Karl Dietz Verlag Berlin erschienenen Sachbuches, das von Michael Brie, Meinhard Meuche-Mäker und Cornelia Hildebrandt herausgegeben wurde. Die Schrift wurde als 40. Band der Reihe Texte der Rosa-Luxemburg-Stiftung veröffentlicht. Neben Beiträgen der Herausgeber enthält die Arbeit auch Aufsätze von Dietmar Bartsch, Katja Kipping, Werner Dreibus, Axel Troost, Christoph Spehr und Dieter Klein.
In dem Band werden verschiedene Aspekte des Wirkens der Partei Die Linke vorgestellt und diskutiert – darunter die Fusion der PDS mit der WASG, die Formation der Partei in Bremen, die Mindestlohn-Kampagne der Linken sowie deren Proteste im Zuge des G8-Gipfels in Heiligendamm. Laut Anke Rösener biete das Buch Anstöße „zu einer Strategiediskussion der Linken“. Mario Candeias lobte im Neuen Deutschland die „empirische[n] Analysen zur Sicht der Akteure auf die Bildung der neuen Partei“. Mechthild Küpper besprach die Arbeit darüber hinaus in der Frankfurter Allgemeinen Zeitung.

## Ausgaben
- DIE LINKE. Wohin verändert sie die Republik? (= Texte/Rosa-Luxemburg-Stiftung. Band 40). Dietz, Berlin 2007, ISBN 978-3-320-02123-8 (Volltext).